# Seniorat średni
Seniorat środkowy – stanowił jedną z jednostek organizacyjnych Kościoła Ewangelickiego Augsburskiego i Helweckiego Wyznania w Małopolsce, istniejącego w okresie II Rzeczypospolitej.

## Dane statystyczne
| Parafia     | Filiały i stacje kaznodziejskie | Liczba wiernych | Kościół parafialny                  | Ilustracja |
| ----------- | --- | --------------- | ----------------------------------- | ---------- |
| Bandrów     | Jałowe (s.k.) Makowa (f., 217 wiernych) Obersdorf (f., 91 wiernych) Prinzenthal (s.k.) Siegenthal (f., 202 wiernych) Steinfels (f., 149 wiernych) | 1104            | Kościół ewangelicki w Bandrowie     |            |
| Dornfeld    | Einsiedel (f., 115 wiernych) Falkenstein (f., 194 wiernych) Lindenfeld (f., 135 wiernych) Mikołajewo (s.k.) Nowe Chrusno (f., 120 wiernych) Reichenbach (f., 187 wiernych) Rosenberg (f., 47 wiernych) Szczerzec (s.k.)                              | 1673            | Kościół ewangelicki w Dornfeld      |            |
| Hartfeld    | Berdikau (f., 55 wiernych) Nowe Burczyce (f., 249 wiernych) Nowe Kupnowice (f., 227 wiernych) Neuhof (f., 62 wiernych) Rottenhan (f., 144 wiernych) Schumlau (f., 145 wiernych)                                                                      | 1186            | Kościół ewangelicki w Hartfeld      |            |
| Jarosław    | Przemyśl (f., 116 wiernych) | 206             | Kościół Świętego Ducha w Jarosławiu |            |
| Józefów     | Hanunin (f., 84 wiernych) Heinrichsdorf (f., 142 wiernych) Karolówka (f., 139 wiernych) Mierów (f., 113 wiernych) Romanówka (f., 61 wiernych) Sapieżanka (f., 339 wiernych) Stanin (f., 170 wiernych) Zboiska (f., 127 wiernych)                     | 1832            | Kościół ewangelicki w Józefowie     |            |
| Lwów        | Brody (s.k.) Bronisławówka (f., 114 wiernych) Kaltwasser (f., 157 wiernych) Kazimierówka (f., 94 wiernych) Schönthal (f., 225 wiernych) Theodorsdorf (f., 188 wiernych) Tołszczów (s.k.) Unterbergen (f., 65 wiernych) Weinbergen (f., 220 wiernych) | 4733            | Kościół ewangelicki we Lwowie       |            |
| Reichau     | Einsingen (f., 341 wiernych) Rawa Ruska (s.k., 94 wiernych) Smolin Niemiecki (f., 84 wiernych) | 685             | Kościół ewangelicki w Reichau       |            |
| Unterwalden | Dobrzanica (f.) Heinrichshof (Henrykówka) (s.k.) Uszkowice (s.k.) | 336             | Kościół ewangelicki w Unterwalden   |            |